# Gianluca Bortolami
Gianluca Bortolami, född 28 augusti 1968 i Locate di Triulzi, Milano, är en italiensk tidigare tävlingscyklist.

## Karriär
Gianluca Bortolami var professionell mellan 1990 och 2005 och vann sammanlagt 33 tävlingar med segrarna i Flandern runt 2001, Züri Metzgete 1994 och etappsegern i Tour de France samma år som främsta meriter. 1994 vann han också den totala världscupen.
Under Panne tredagars 2003, en tävling där han vann en etapp, testades han positivt för kortison och han blev avstängd i sex månader från allt tävlande.
Bortolami slutade tvåa i Paris–Roubaix 1996 efter belgaren Johan Museeuw, båda i Mapei-stallet.
Bortolami började cykla när han var åtta år gammal. Anledningen var att han tillsammans med sin familj hade varit och tittat på en cykeltävling för barn och han blev intresserad av cykelsporten. När han kom hem bad han sin far om en cykel och därefter flöt det på med en del vinster i cykeltävlingar.
Gianluca Bortolomi avslutade sin karriär efter säsongen 2005 på grund av en hjärtmuskelinflammation.

## Meriter
1992
1:a, etapp 2, Romandiet runt
1:a, etapp 10 & 11, Volta a Portugal
1993
1:a, Cronostaffeta
1994
Segrare i  UCI World Cup
1:a, Giro del Veneto
1:a, Gran Premio Città di Camaiore
1:a, Leeds Classic
1:a, Züri Metzgete
1:a, etapp 7, Tour de France 1994
1995
1:a, prolog, Tour DuPont
1997
1:a, Coppa Bernocchi
1:a, Giro del Piemonte
1:a, etapp 5, Volta a Galega
1999
1:a, etapp 1 & 2, Österrike runt
2001
1:a, Flandern runt
1:a, Sparkassen Giro Bochum
1:a, etapp 3, Brixia Tour
1:a, etapp 3, Schweiz runt
2002
1:a, Giro della Romagna
1:a, GP de Fourmies
1:a, Gran Premio Bruno Beghelli
1:a, Milano-Vignola
2003
1:a, etapp 1, Panne tredagars
2004
1:a, Giro della Romagna
1:a, etapp 1, Belgien runt

## Stall
- Diana 1990
- Colnago 1991
- Lampre 1992–1993
- Mapei 1994–1996
- Festina 1997–1998
- Vini Caldirola 1999–2000
- Tacconi Sport-Vini Caldirola 2001–2002
- Vini Caldirola-Saunier Duval 2003
- Lampre 2004
- Lampre-Caffita 2005